# Ejn Iron
Ejn Iron (hebrejsky עֵין עִירוֹן, v oficiálním přepisu do angličtiny En Iron, přepisováno též Ein Iron) je vesnice typu mošav v Izraeli, v Haifském distriktu, v Oblastní radě Menaše.

## Geografie
Leží v nadmořské výšce 66 metrů, na pomezí hustě osídlené a zemědělsky intenzivně využívané pobřežní nížiny, respektive v jejím výběžku - údolí Bik'at ha-Nadiv a regionu Vádí Ara, jehož hlavní vodní osa - vádí Nachal Iron (známé též jako vádí Ara), vstupuje jižně od vesnice do pobřežní nížiny. Východně od obce vystupuje pahorek Tel Esur. Západně od obce začíná vádí Nachal Mišmarot.
Obec se nachází 11 kilometrů od břehu Středozemního moře, cca 50 kilometrů severovýchodně od centra Tel Avivu, cca 35 kilometrů jižně od centra Haify a 9 kilometrů severovýchodně od města Chadera. Ejn Iron obývají Židé, přičemž osídlení v tomto regionu je převážně židovské. Ovšem 4 kilometry severovýchodně od mošavu začíná pás měst ve Vádí Ara obydlených izraelskými Araby. Další arabská sídla leží jihovýchodním směrem odtud, v pohraničním pásu mezi vlastním Izraelem a Západním břehem Jordánu - takzvaný Trojúhelník. Ejn Iron leží na severovýchodním okraji aglomerace města Pardes Chana-Karkur. Spolu se sousedním mošavem Kfar Pines vytváří jeden urbanistický celek.
Ejn Iron je na dopravní síť napojen pomocí místních komunikací v rámci aglomerace Pardes Chana-Karkur (silnice číslo 6503), kterou prochází dálnice číslo 65 z Chadery do údolí Vádí Ara.

## Dějiny
Ejn Iron byl založen v roce 1934. Zakladateli mošavu byla skupina židovských přistěhovalců, kteří do tehdejší mandátní Palestiny přišli z Polska, Ruska a Německa. Každá zakládající rodina dostala přidělenou půdu a založila své hospodářství. Cílem vzniku mošavu Ejn Iron bylo ovládnout strategicky významnou lokalitu při vyústění Vádí Ara.
Koncem 40. let měl Ejn Iron rozlohu katastrálního území 1164 dunamů (1,164 kilometru čtverečního).

## Demografie
Podle údajů z roku 2014 tvořili naprostou většinu obyvatel v Ejn Iron Židé (včetně statistické kategorie "ostatní", která zahrnuje nearabské obyvatele židovského původu ale bez formální příslušnosti k židovskému náboženství).
Jde o menší sídlo vesnického typu s dlouhodobě rostoucí populací. K 31. prosinci 2014 zde žilo 536 lidí. Během roku 2014 populace klesla o 3,4 %.
| Rok            | 1948 | 1961 | 1972 | 1983 | 1995 | 2001 | 2003 | 2004 | 2005 | 2006 | 2007 | 2008 | 2009 | 2010 | 2011 | 2012 | 2013 | 2014 |
| -------------- | ---- | ---- | ---- | ---- | ---- | ---- | ---- | ---- | ---- | ---- | ---- | ---- | ---- | ---- | ---- | ---- | ---- | ---- |
| Počet obyvatel | 256  | 255  | 231  | 238  | 299  | 365  | 418  | 414  | 428  | 452  | 483  | 504  | 501  | 502  | 518  | 534  | 555  | 536  |